# 小行星7646
小行星7646（英語：7646）是一颗围绕太阳公转的小行星。1989年5月29日，亨利·E·霍爾特在帕洛马山发现了此天体。
这颗小行星的绝对星等为96.06076等。